# Kościół Narodzenia Najświętszej Maryi Panny w Wieliczkach
Kościół Narodzenia Najświętszej Maryi Panny – rzymskokatolicki kościół parafialny należący do dekanatu Olecko – św. Jana Apostoła diecezji ełckiej.

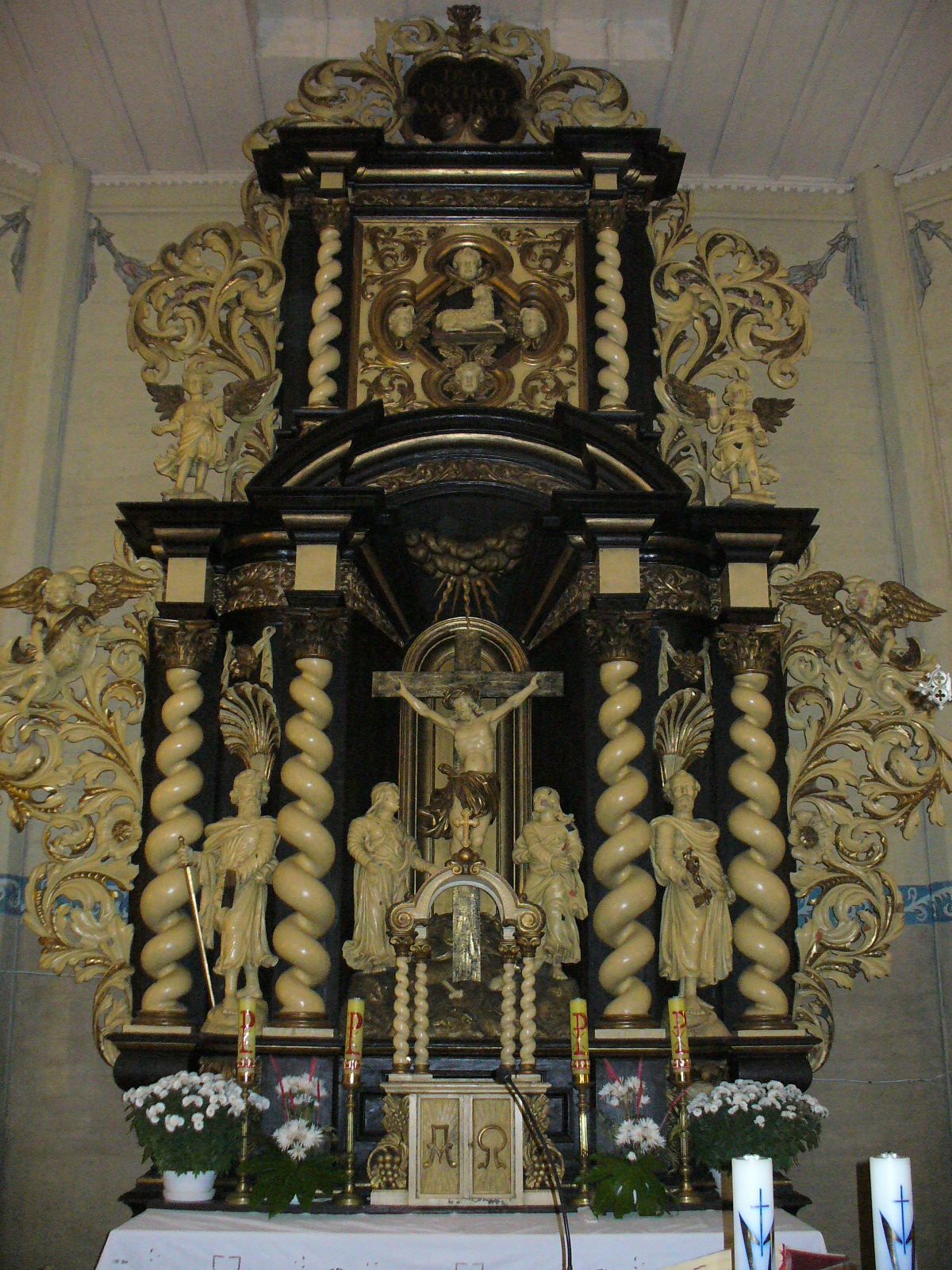
Ołtarz

Świątynia została wzniesiona w 1676 roku z drewna. Pod kościołem zostały umieszczone dwie krypty przeznaczone na grobowce. W XIX wieku zostały one zasypane. W latach 1925–1927 w czasie generalnego remontu, podczas zakładania pod świątynią ogrzewania, zostały znalezione 23 trumny z XVII wieku. Do 1945 roku budowla należała do protestantów. W dniu 7 września 1956 roku została przy kościele erygowana parafia przez księdza infułata Stefana Biskupskiego. Obecnie od 2024 roku proboszczem jest ks. Adam Konopko.
Dawny ołtarz główny, umieszczony obecnie nad zakrystią, został wykonany w 1654 roku. Ołtarz główny został ukończony przez rzeźbiarza A. Pietrzyka w 1876 roku. Ambona została wykonana w 1712 roku, następnie została wyremontowana przez F. Oleszkiewicza w 1926 roku. Na niej znajdują się dwa herby fundatorów świątyni: Michała Giżyckiego herbu Gozdawa i jego małżonki z domu Braunswald.